# کیم هه اوک
کیم هه اوک (کره‌ای: 김혜옥؛ زادهٔ ۹ مه ۱۹۵۸) بازیگر اهل کره جنوبی است.

## فیلم‌شناسی

### مجموعه تلویزیونی
| سال  | عنوان                                        | نقش                            | شبکه       |
| ---- | -------------------------------------------- | ------------------------------ | ---------- |
| ۱۹۸۰ | مادام‌العمر در کشور                           | همسر گی هونگ                   | ام‌بی‌سی     |
| ۱۹۸۷ | دختر                                         | همسر                           | ام‌بی‌سی     |
| ۱۹۸۸ | آخرین آیدل                                   |                                | ام‌بی‌سی     |
| ۱۹۹۱ | آهنگ لته                                     |                                | کی‌بی‌اس۲    |
| ۱۹۹۲ | زمان و اشک‌ها                                 |                                | کی‌بی‌اس۲    |
| ۱۹۹۵ | جمهوری چهارم                                 | کیم میو چون، همسر پارک هونگ جو | ام‌بی‌سی     |
| ۱۹۹۵ | قلب‌های همیشه آبی                             | مادر کیونگ هوا                 | ئی‌بی‌اس     |
| ۱۹۹۶ | ایم کوک جونگ                                 | مادر ایم کوک جونگ              | اس‌بی‌اس     |
| ۱۹۹۶ | زادگاه افسانه‌ها «سانگ‌ته‌باوی»                 |                                | کی‌بی‌اس۲    |
| ۱۹۹۶ | زادگاه افسانه‌ها «یاهو»                       |                                | کی‌بی‌اس۲    |
| ۱۹۹۷ | نسل احساسات                                  | مادر می سون                    | ئی‌بی‌اس     |
| ۱۹۹۹ | کلینیک زوج‌های ازدواج کرده: عشق و جنگ         | (مهمان)                        | کی‌بی‌اس۲    |
| ۲۰۰۱ | عاشقان                                       | صاحب فروشگاه مد کیم هه اوک     | ام‌بی‌سی     |
| ۲۰۰۳ | آدم‌برفی                                      | هماهنگ‌کننده پیوند در بیمارستان | اس‌بی‌اس     |
| ۲۰۰۳ | باغ حوا                                      | مادر بک جی ئه                  | اس‌بی‌اس     |
| ۲۰۰۳ | از نفس افتاده                                | مادر شین مو چول                | ام‌بی‌سی     |
| ۲۰۰۴ | اتفاقی که در بالی افتاد                      | مادر چوی یونگ جو               | اس‌بی‌اس     |
| ۲۰۰۴ | وسوسه زیبا                                   | مین هه اوک                     | کی‌بی‌اس۲    |
| ۲۰۰۴ | پری گل نیلوفر                                | مادر کیم مو بین                | ام‌بی‌سی     |
| ۲۰۰۴ | متاسفم، دوستت دارم                           | جانگ هه سوک                    | کی‌بی‌اس۲    |
| ۲۰۰۴ | خاطرات خانم بزرگ                             | مامان بزرگ کوچک ۲              | کی‌بی‌اس۲    |
| ۲۰۰۵ | هنگ کنگ اکسپرس                               | خانم مین                       | اس‌بی‌اس     |
| ۲۰۰۵ | زندگی فوق‌العاده                              | پیو جه کیونگ                   | ام‌بی‌سی     |
| ۲۰۰۵ | خداحافظی سخت                                 | ادیتور                         | کی‌بی‌اس۱    |
| ۲۰۰۵ | جشن پاییز                                    | نام کیونگ می                   | ام‌بی‌سی     |
| ۲۰۰۵ | بزن بریم ساحل                                | خانم هوانگ                     | اس‌بی‌اس     |
| ۲۰۰۵ | دسته عجیب غریب                               | چوی یو جونگ                    | کی‌بی‌اس۱    |
| ۲۰۰۵ | بهترین تئاتر ام‌بی‌سی «یازده اقیانوس گاری‌بونگ» | خانم جانگ                      | ام‌بی‌سی     |
| ۲۰۰۶ | گرگ                                          | خانم هان کیونگ شیل             | ام‌بی‌سی     |
| ۲۰۰۶ | دکتر کانگ                                    | یون جی                         | ام‌بی‌سی     |
| ۲۰۰۶ | عشق حقیقی                                    | بانوی اول اوه یونگ شیل         | ام‌بی‌سی     |
| ۲۰۰۶ | فراتر از رنگین‌کمان                           | لی می جا                       | ام‌بی‌سی     |
| ۲۰۰۶ | کامان سینگل                                  | یون جونگ شیم                   | اس‌بی‌اس     |
| ۲۰۰۶ | فراری لی دو یونگ                             | کیم بوک سون                    | کی‌بی‌اس۲    |
| ۲۰۰۶ | ۹۰ روز زمان عشق                              | مادر هیون جی سوک               | ام‌بی‌سی     |
| ۲۰۰۶ | عشق و نفرت                                   | اوه گوم جا                     | اس‌بی‌اس     |
| ۲۰۰۶ | معجزه                                        | فارغ‌التحصیل همکار لی می سو     | ام‌بی‌سی     |
| ۲۰۰۷ | عروسک نمکی                                   | مادر کانگ جی سوک               | اس‌بی‌اس     |
| ۲۰۰۷ | گل‌هایی برای زندگی من                         | پارک چو سون                    | کی‌بی‌اس۲    |
| ۲۰۰۷ | چند سؤال که ما را خوشحال می‌کند               | کیونگ سوک                      | کی‌بی‌اس۲    |
| ۲۰۰۷ | رسوایی پایتخت                                | یودا ساچیکو                    | کی‌بی‌اس۲    |
| ۲۰۰۷ | زمین صفر                                     | مادر هان یو جین                | ام‌بی‌سی     |
| ۲۰۰۷ | دوران طلایی عروس                             | لی میونگ هی                    | کی‌بی‌اس۲    |
| ۲۰۰۷ | دوست‌داشتنی یا نه                             | لی جونگ سون                    | کی‌بی‌اس۱    |
| ۲۰۰۸ | رقبای قدرتمند                                | بیوه اوه می جا                 | کی‌بی‌اس۲    |
| ۲۰۰۸ | تو قبلم رو دزدیدی                            | سون جوم سون                    | کی‌بی‌اس۱    |
| ۲۰۰۸ | سئول شیرین من                                | مادر اوه اون سو                | اس‌بی‌اس     |
| ۲۰۰۸ | دوران طلایی زندگی من                         | بوک می جت                      | ام‌بی‌سی     |
| ۲۰۰۸ | باران دروغ                                   | نا جین سون                     | ام‌بی‌سی     |
| ۲۰۰۹ | پسران کامل من                                | آن مون سوک                     | کی‌بی‌اس۲    |
| ۲۰۰۹ | دو همسر                                      | مادر سونگ جی اوه               | اس‌بی‌اس     |
| ۲۰۰۹ | حرکت به سوی زمین                             | مادر اوه یون یی                | ام‌بی‌سی     |
| ۲۰۰۹ | تردید نکن                                    | چا یونگ ران                    | اس‌بی‌اس     |
| ۲۰۱۰ | پسر بد                                       | خانم شین                       | اس‌بی‌اس     |
| ۲۰۱۰ | نامه اسکارلت                                 | جونگ سون ایم                   | ام‌بی‌سی     |
| ۲۰۱۰ | درامای ویژه کی‌بی‌اس «سنگ»                     | جونگ میونگ جا                  | کی‌بی‌اس۲    |
| ۲۰۱۰ | اشکالی نداره دختر بابا                       | هو سوک هی                      | اس‌بی‌اس     |
| ۲۰۱۱ | رویال فمیلی                                  | سو سون ئه                      | ام‌بی‌سی     |
| ۲۰۱۱ | تمام عشق من                                  | کیم هه اوک/کیم گاب سون         | ام‌بی‌سی     |
| ۲۰۱۱ | صورت بچه گانه زیبا                           | جانگ اوک                       | کی‌بی‌اس۲    |
| ۲۰۱۱ | بوی یک زن                                    | کیم سون جونگ                   | اس‌بی‌اس     |
| ۲۰۱۱ | درامای ویژه کی‌بی‌اس «دختران باشگاه بیلیتیس»   | چوی هیونگ جا                   | کی‌بی‌اس۲    |
| ۲۰۱۱ | تنها کس من                                   | هونگ این سوک                   | کی‌بی‌اس۱    |
| ۲۰۱۱ | نجات خانم گو بونگ شیل                        | پارک وون سوک                   | تی‌وی چوسان |
| ۲۰۱۲ | دکتر جین                                     | مادر هونگ یونگ ره              | ام‌بی‌سی     |
| ۲۰۱۲ | دختر من سو یونگ                              | چا جی سون                      | کی‌بی‌اس۲    |
| ۲۰۱۲ | کیک زشت                                      | لی جونگ جا                     | ام‌بی‌سی     |
| ۲۰۱۲ | آقای اوه میاد اینجا                          | گو سونگ شیل                    | ام‌بی‌سی     |
| ۲۰۱۳ | همه چیز دربارهٔ عشق                           | نا یونگ سوک                    | اس‌بی‌اس     |
| ۲۰۱۳ | دو هفته                                      | جو سو هی                       | ام‌بی‌سی     |
| ۲۰۱۳ | درامای ویژه کی‌بی‌اس «تابستان یون وو»          | پارک سون ایم                   | کی‌بی‌اس۲    |
| ۲۰۱۳ | ملودی عشق                                    | یو جین سون                     | کی‌بی‌اس۱    |
| ۲۰۱۴ | می‌تونیم دوباره عاشق شیم؟                     | جونگ سون اوک                   | جی‌تی‌بی‌سی   |
| ۲۰۱۴ | جانگ بوری اینجاست                            | این هوا                        | ام‌بی‌سی     |
| ۲۰۱۴ | دکتر غریبه                                   |                                | اس‌بی‌اس     |
| ۲۰۱۴ | کشف عشق                                      | شین یون هی                     | کی‌بی‌اس۲    |
| ۲۰۱۴ | راز شیرین                                    | اوه میونگ هوا                  | کی‌بی‌اس۲    |
| ۲۰۱۵ | تهیه‌کنندگان                                  | لی هو نام                      | کی‌بی‌اس۲    |
| ۲۰۱۵ | دختری شبیه تو                                | هونگ ئه جا                     | ام‌بی‌سی     |
| ۲۰۱۶ | به عشق گوش بده                               | (حضور افتخاری)                 | جی‌تی‌بی‌سی   |
| ۲۰۱۶ | پدر من مراقبتم                               | مون جونگ ئه                    | ام‌بی‌سی     |
| ۲۰۱۶ | بیا یک شروع جدید داشته باشیم                 | کیم هانا                       | ام‌بی‌سی     |
| ۲۰۱۷ | منهول                                        | یون کوت سون                    | کی‌بی‌اس۲    |
| ۲۰۱۷ | خانواده قوی                                  | خانم جو                        | اس‌بی‌اس     |
| ۲۰۱۷ | زندگی طلایی من                               | یانگ می جونگ                   | کی‌بی‌اس۲    |
| ۲۰۱۸ | منشی کیم چشه؟                                | مادام چوی                      | تی‌وی‌ان     |
| ۲۰۱۸ | عالیجناب                                     | ایم گوم می                     | اس‌بی‌اس     |
| ۲۰۱۹ | خانه‌ای برای تابستان                          | نا یونگ شیم                    | کی‌بی‌اس۱    |
| ۲۰۲۰ | اوه عزیز من                                  | لی اوک ران                     | تی‌وی‌ان     |
| ۲۰۲۲ | از میان تاریکی                               | پارک یونگ شین                  | اس‌بی‌اس     |
| ۲۰۲۲ | حالا زیباست                                  | هان کیونگ ئه                   | کی‌بی‌اس۲    |